# 한수동
한수동(韓壽童, 1895~1940)은 일제강점기 때의 가야금 산조 명인이다. 가야금의 대가 한숙구의 아들이다. 그의 아버지에게 가야금을 배워서 대가가 되었는데 한숙구 문하생 중에서 가장 뛰어났다 한다.